# Chorużi
Chorużi (ukr. Хоружі) – wieś na Ukrainie, w obwodzie połtawskim, w rejonie połtawskim. W 2001 liczyła 60 mieszkańców, spośród których 55 wskazało jako ojczysty język ukraiński, 1 rosyjski, a 4 inny.